# Pontechianale
Pontechianale (Pontcianal in piemontese, Lo Pont e La Chanal in occitano) è un comune italiano sparso di 184 abitanti della provincia di Cuneo in Piemonte.

## Geografia fisica

### Territorio

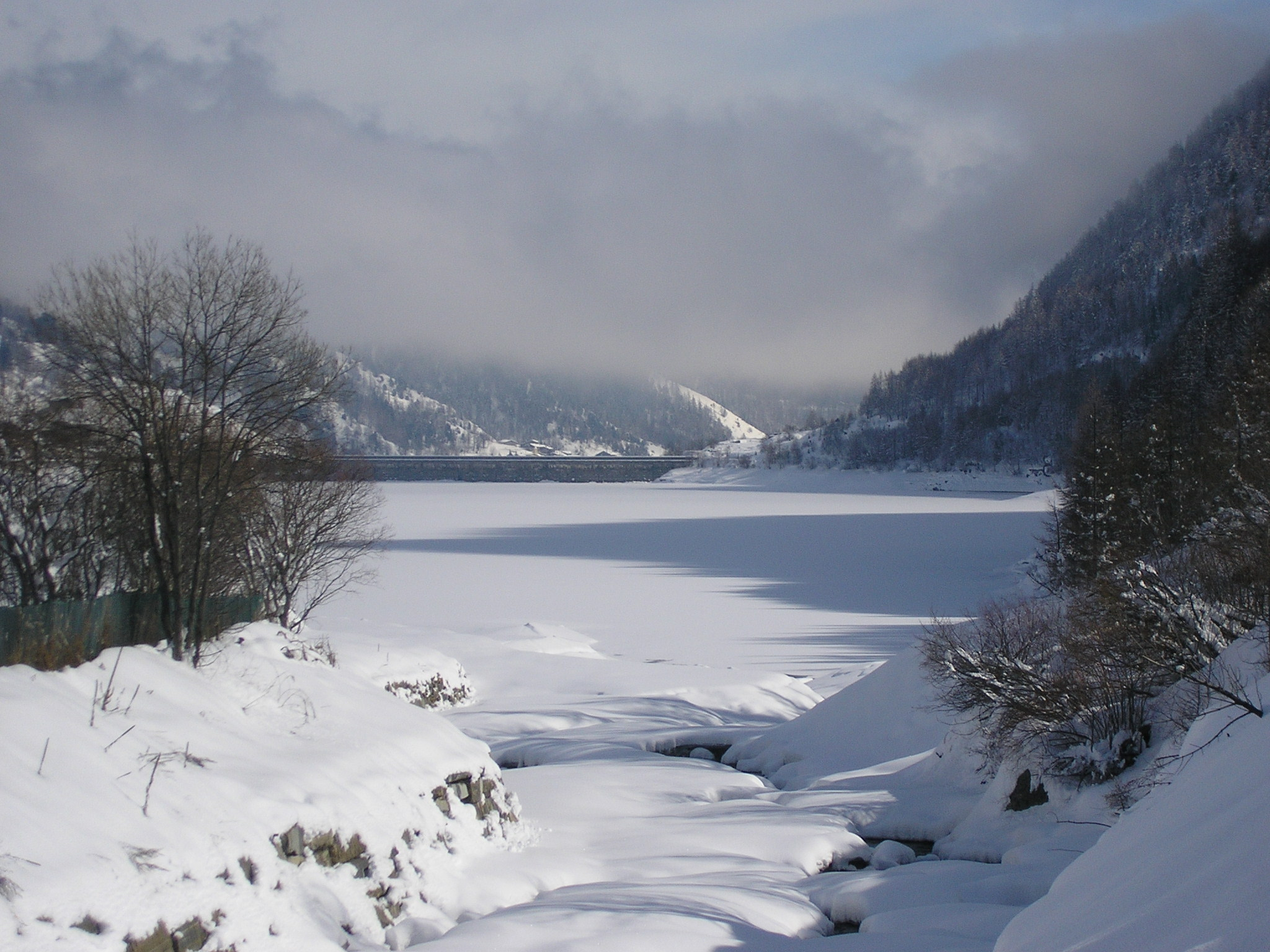
Il lago nella stagione invernale. Al fondo si nota la diga.

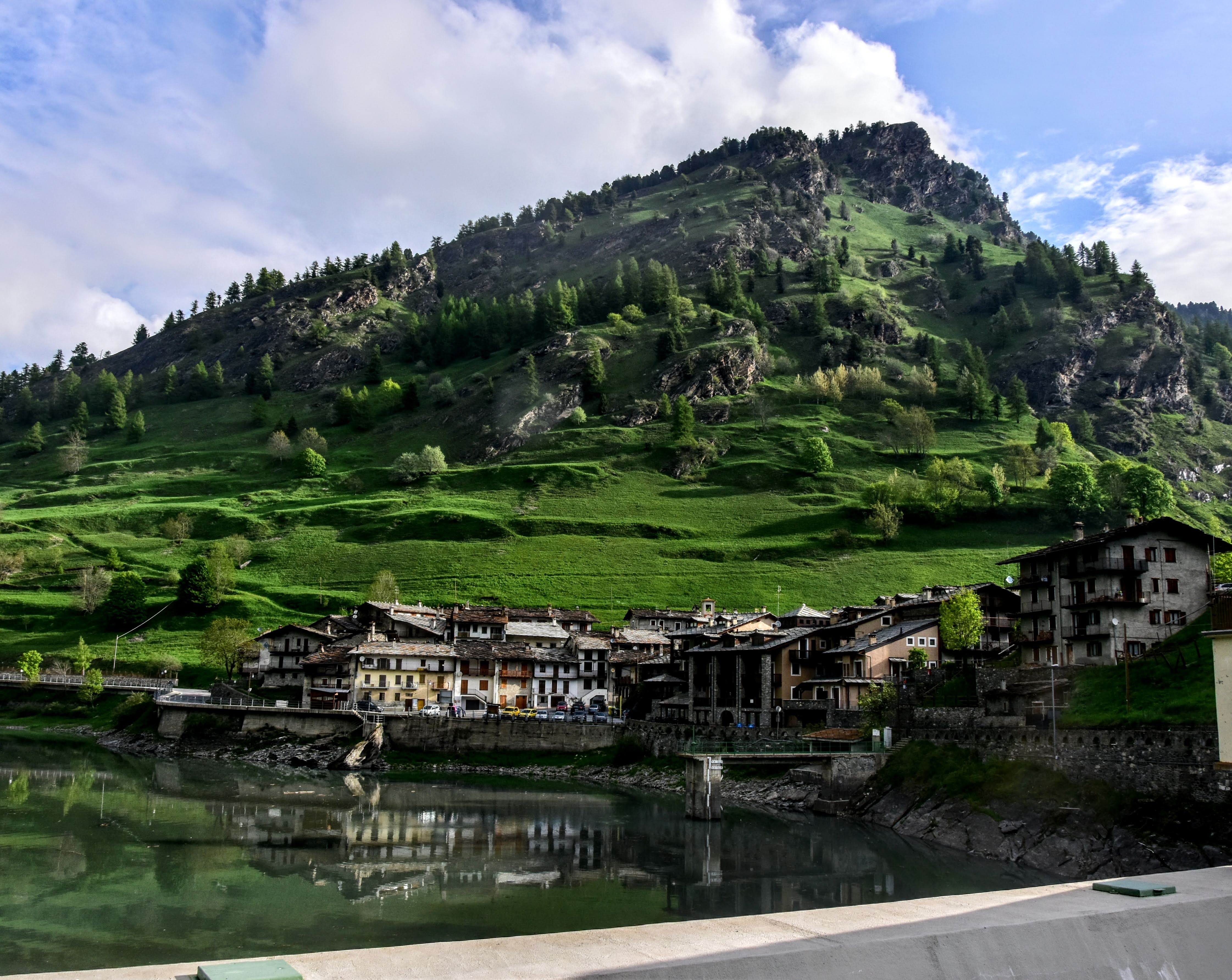
La frazione di Castello.

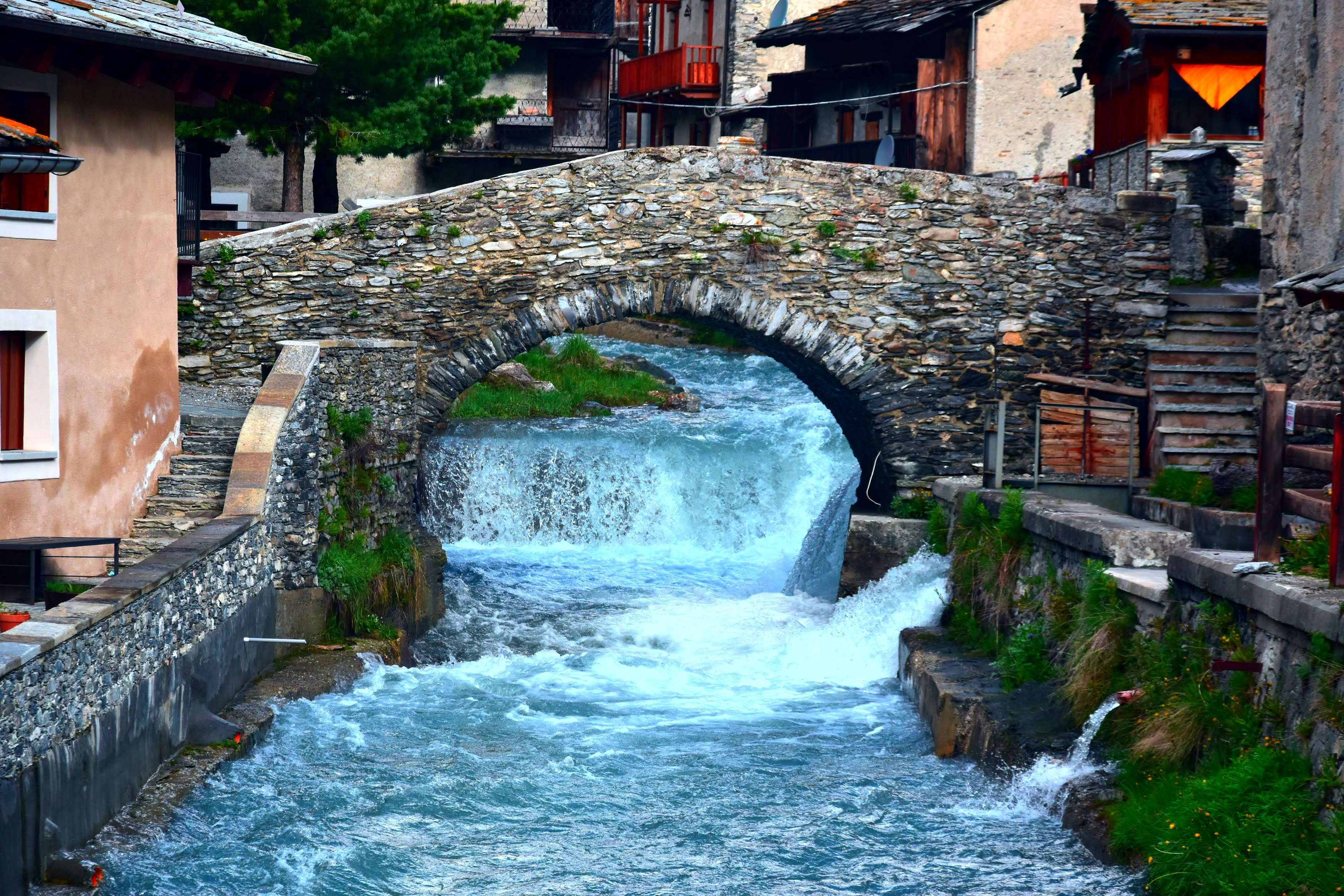
Chianale, il ponte sul Varaita

È il più alto paese della Val Varaita e il suo territorio confina con quello francese, raggiungibile in automobile attraverso il valico Colle dell'Agnello. La Valle Varaita fa parte delle valli occitane italiane, e infatti nel comune si parla la lingua occitana. È anche uno dei paesi della Castellata, insieme a Casteldelfino e Bellino.
Dal 1942, nel territorio del comune di Pontechianale, sorge una diga (frazione Castello), che permette la formazione di un lago, molto frequentato dai turisti d'estate. Tale lago serve per la produzione di energia elettrica, in quanto l'acqua accumulata viene indirizzata a valle verso le centrali idroelettriche di Casteldelfino, Sampeyre e Frassino, che producono energia elettrica.
Proprio per permettere la costruzione della diga, negli anni quaranta è stata completamente evacuata e sommersa la frazione Chiesa di Pontechianale, che sorgeva dove ora vi è il lago. Tutte le case di questa frazione, insieme alla chiesa parrocchiale stessa (San Pietro in Vincoli) e al cimitero sono stati ricostruiti in un'altra località nello stesso comune, che ha riassunto il nome di frazione Chiesa. Alcuni resti delle case sono tuttora visibili sul fondo del lago, nei periodi di magra. Fino a pochi anni fa era possibile vedere affiorare anche il campanile della vecchia chiesa, successivamente crollato.

## Società

### Evoluzione demografica
Abitanti censiti

## Geografia antropica

### Frazioni
Pontechianale è un comune sparso, ovvero formato da un insieme di frazioni, nessuna delle quali ha tale nome: Maddalena (il capoluogo, sede del municipio), Villaretto, Castello, Rueites, Forest, Chiesa, Genzana e Chianale.

## Amministrazione

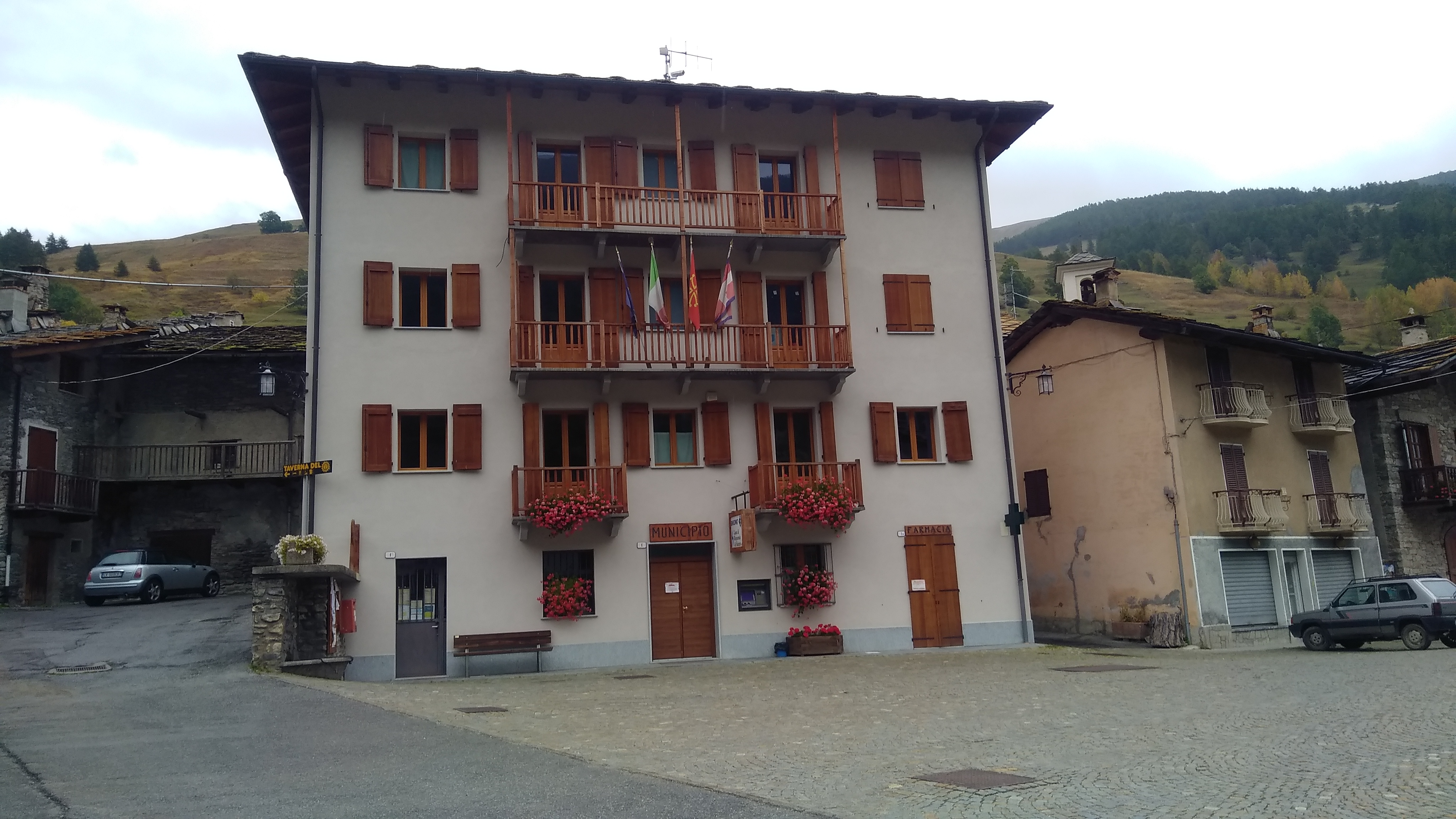
Il municipio

| Periodo        | Periodo        | Primo cittadino   | Partito      | Carica                  | Note        |
| -------------- | -------------- | ----------------- | ------------ | ----------------------- | ----------- |
| 30 maggio 2006 | 6 giugno 2016  | Alfredo Campi     | Lista civica | Sindaco                 | Due mandati |
| 6 giugno 2016  | 25 marzo 2021  | Oliviero Patrile  | Lista civica | Sindaco                 | [ 7 ]       |
| 25 marzo 2021  | 4 ottobre 2021 | Claudia Bergia    | —            | Commissario prefettizio |             |
| 4 ottobre 2021 |                | Andreino Allasina | Lista civica | Sindaco                 |             |

### Altre informazioni amministrative
Pontechianale faceva parte della Comunità montana Valli Po, Bronda, Infernotto e Varaita.

## Monumenti e luoghi di interesse
Sono presenti impianti di risalita per lo sci invernale sia in paese, sia a più alta quota, a più di 2.000 metri di altitudine, raggiungibili con una seggiovia. Ha ospitato nel 2010 l'edizione del concerto di Ferragosto, trasmesso in diretta nazionale da Rai Tre. Nel territorio del comune sorge il Bosco dell'Alevè, il più grande bosco di pini cembri d'Europa.
In frazione Chianale è aperto dal 2009, nei locali settecenteschi della Missione dei Cappuccini, il Museo del Costume e dell'artigianato tessile, che ospita una ricca collezione di costumi tradizionali.
La frazione di Chianale fa parte della lista dei "Borghi più belli d'Italia" e si sviluppa sulle due sponde del Varaita. Vi si trovano la chiesa di Sant'Antonio e la più recente parrocchiale di San Lorenzo.

## Cultura

### Festività locali
- 22 luglio: Festa patronale S. M. Maddalena, Maddalena
- 5 agosto: Festa di S. Deliberata, Villaretto
- 10 agosto: Festa di S. Lorenzo, Chianale
- 15 agosto: Festa dell'Assunta, Castello
- 16 agosto: Festa di S. Rocco, Genzana
- 18 agosto: Festa del pozzo, Forest

## Sport
Chianale, frazione di Pontechianale, è stata più volte arrivo di tappa del Giro d'Italia:
| Anno | Tappa | Partenza               | Km  | Vincitore di tappa | Maglia Rosa     |
| ---- | ----- | ---------------------- | --- | ------------------ | --------------- |
| 1993 | 17ª   | Varazze                | 223 | Marco Saligari     | Miguel Indurain |
| 1995 | 19ª   | Mondovì                | 130 | Pascal Richard     | Tony Rominger   |
| 2003 | 18ª   | Santuario di Vicoforte | 174 | Dario Frigo        | Gilberto Simoni |

Il comune è punto di partenza per varie escursioni nel gruppo montuoso del Monviso; tra queste escursioni è degno di particolare nota il Giro di Viso. A tale scopo nel territorio comunale si trovano i rifugi:
- Rifugio Vallanta (2430 m)
- Rifugio Gagliardone (2450 m)
- Rifugio Savigliano (1743 m)
- Rifugio Alevè (1580 m)
- Rifugio Grongios Martre (1736 m)

È inoltre presente un posto tappa della Grande Traversata delle Alpi, in frazione Chianale.